# Hon'inbō 1955
L'Hon'inbō 1955 è stata la decima edizione del torneo goistico giapponese Hon'inbō. 

## Svolgimento
- W indica vittoria col bianco
- B indica vittoria col nero
- X indica la sconfitta
- +R indica che la partita si è conclusa per abbandono
- +N indica lo scarto dei punti a fine partita
- +F indica la vittoria per forfeit
- +T indica la vittoria per timeout
- +? indica una vittoria con scarto sconosciuto
- V indica una vittoria in cui non si conosce scarto e colore del giocatore

### Qualificazioni
|  | Primo turno        | Primo turno        | Primo turno |  |  | Secondo turno     | Secondo turno     | Secondo turno   |     |                   | Semifinale  | Semifinale  | Semifinale |  |  | Finale | Finale | Finale |
|  |                    |                    |             |  |  |                   |                   |                 |     |                   |             |             |            |  |  |        |        |        |
|  | Shoji Hashimoto    | Shoji Hashimoto    | W+R         |  |  |                   |                   |                 |     |                   |             |             |            |  |  |        |        |        |
|  | Yoshiro Miwa       | Yoshiro Miwa       |             |  |  | Shoji Hashimoto   | Shoji Hashimoto   | V               |     |                   |             |             |            |  |  |        |        |        |
|  |                    |                    |             |  |  | Masao Iwata       |                   |                 |     |                   |             |             |            |  |  |        |        |        |
|  |                    |                    |             |  |  |                   |                   |                 |     | Masao Iwata       | Masao Iwata | V           |            |  |  |        |        |        |
|  | Hakuai Takeda      | Hakuai Takeda      |             |  |  |                   | Shuchi Kubouchi   | Shuchi Kubouchi |     |                   |             |             |            |  |  |        |        |        |
|  | Shuchi Kubouchi    | Shuchi Kubouchi    | V           |  |  | Shuchi Kubouchi   | Shuchi Kubouchi   | V               |     |                   |             |             |            |  |  |        |        |        |
|  |                    |                    |             |  |  | Itaro Mitsuhara   |                   |                 |     |                   |             |             |            |  |  |        |        |        |
|  |                    |                    |             |  |  |                   |                   |                 |     |                   | Masao Iwata | Masao Iwata | V          |  |  |        |        |        |
|  | Sunao Sato         | Sunao Sato         | V           |  |  |                   | Kaoru Iwamoto     | Kaoru Iwamoto   |     |                   |             |             |            |  |  |        |        |        |
|  | Yoshitora Fukuhara | Yoshitora Fukuhara |             |  |  | Sunao Sato        | Sunao Sato        |                 |     |                   |             |             |            |  |  |        |        |        |
|  |                    |                    |             |  |  | Hideyuki Fujisawa | Hideyuki Fujisawa | B+4,5           |     |                   |             |             |            |  |  |        |        |        |
|  |                    |                    |             |  |  |                   |                   |                 |     | Hideyuki Fujisawa |             |             |            |  |  |        |        |        |
|  | Arata Nakagawa     | Arata Nakagawa     |             |  |  |                   | Kaoru Iwamoto     | Kaoru Iwamoto   | B+R |                   |             |             |            |  |  |        |        |        |
|  | Kazuo Mukai        | Kazuo Mukai        | V           |  |  | Kazuo Mukai       | Kazuo Mukai       |                 |     |                   |             |             |            |  |  |        |        |        |
|  |                    |                    |             |  |  | Kaoru Iwamoto     | Kaoru Iwamoto     | V               |     |                   |             |             |            |  |  |        |        |        |
|  |                    |                    |             |  |  |                   |                   |                 |     |                   |             |             |            |  |  |        |        |        |

|  | Primo turno       | Primo turno       | Primo turno |  |  | Secondo turno   | Secondo turno   | Secondo turno   |        |                 | Semifinale     | Semifinale | Semifinale |  |  | Finale | Finale | Finale |
|  |                   |                   |             |  |  |                 |                 |                 |        |                 |                |            |            |  |  |        |        |        |
|  | Kazuko Sugiuchi   | Kazuko Sugiuchi   | V           |  |  |                 |                 |                 |        |                 |                |            |            |  |  |        |        |        |
|  | Yutaro Nakamura   | Yutaro Nakamura   |             |  |  | Kazuko Sugiuchi | Kazuko Sugiuchi | W+0,5           |        |                 |                |            |            |  |  |        |        |        |
|  |                   |                   |             |  |  | Takeo Kajiwara  |                 |                 |        |                 |                |            |            |  |  |        |        |        |
|  |                   |                   |             |  |  |                 |                 |                 |        | Kazuko Sugiuchi |                |            |            |  |  |        |        |        |
|  | Hitomi Fujiki     | Hitomi Fujiki     | V           |  |  |                 | Takeshi Sumino  | Takeshi Sumino  | W+10,5 |                 |                |            |            |  |  |        |        |        |
|  | Goro Suzuki       | Goro Suzuki       |             |  |  | Hitomi Fujiki   | Hitomi Fujiki   |                 |        |                 |                |            |            |  |  |        |        |        |
|  |                   |                   |             |  |  | Takeshi Sumino  | Takeshi Sumino  | V               |        |                 |                |            |            |  |  |        |        |        |
|  |                   |                   |             |  |  |                 |                 |                 |        |                 | Takeshi Sumino |            |            |  |  |        |        |        |
|  | Reiki Magari      | Reiki Magari      | V           |  |  |                 | Reiki Magari    | Reiki Magari    | B+3,5  |                 |                |            |            |  |  |        |        |        |
|  | Yoshihiro Matsura | Yoshihiro Matsura |             |  |  | Reiki Magari    | Reiki Magari    | V               |        |                 |                |            |            |  |  |        |        |        |
|  |                   |                   |             |  |  | Hideo Aoyagi    |                 |                 |        |                 |                |            |            |  |  |        |        |        |
|  |                   |                   |             |  |  |                 |                 |                 |        | Reiki Magari    | Reiki Magari   | V          |            |  |  |        |        |        |
|  | Senjin Hosokawa   | Senjin Hosokawa   | V           |  |  |                 | Senjin Hosokawa | Senjin Hosokawa |        |                 |                |            |            |  |  |        |        |        |
|  | Yoshio Segawa     | Yoshio Segawa     |             |  |  | Senjin Hosokawa | Senjin Hosokawa | F               |        |                 |                |            |            |  |  |        |        |        |
|  |                   |                   |             |  |  | Utaro Hashimoto |                 |                 |        |                 |                |            |            |  |  |        |        |        |
|  |                   |                   |             |  |  |                 |                 |                 |        |                 |                |            |            |  |  |        |        |        |

|  | Primo turno         | Primo turno         | Primo turno |  |  | Secondo turno    | Secondo turno    | Secondo turno    |   |                  | Semifinale       | Semifinale   | Semifinale |  |  | Finale | Finale | Finale |
|  |                     |                     |             |  |  |                  |                  |                  |   |                  |                  |              |            |  |  |        |        |        |
|  | Momoichi Iyomoto    | Momoichi Iyomoto    | +F          |  |  |                  |                  |                  |   |                  |                  |              |            |  |  |        |        |        |
|  | Katsuji Kada        | Katsuji Kada        |             |  |  | Momoichi Iyomoto | Momoichi Iyomoto |                  |   |                  |                  |              |            |  |  |        |        |        |
|  |                     |                     |             |  |  | Yutaro Hayashi   | Yutaro Hayashi   | V                |   |                  |                  |              |            |  |  |        |        |        |
|  |                     |                     |             |  |  |                  |                  |                  |   | Yutaro Hayashi   |                  |              |            |  |  |        |        |        |
|  | Keishi Hisai        | Keishi Hisai        | V           |  |  |                  | Etsuo Suzuki     | Etsuo Suzuki     | V |                  |                  |              |            |  |  |        |        |        |
|  | Shigeyuki Takahashi | Shigeyuki Takahashi |             |  |  | Keishi Hisai     | Keishi Hisai     |                  |   |                  |                  |              |            |  |  |        |        |        |
|  |                     |                     |             |  |  | Etsuo Suzuki     | Etsuo Suzuki     | V                |   |                  |                  |              |            |  |  |        |        |        |
|  |                     |                     |             |  |  |                  |                  |                  |   |                  | Etsuo Suzuki     | Etsuo Suzuki | W+4,5      |  |  |        |        |        |
|  | Hiraku Kariya       | Hiraku Kariya       |             |  |  |                  | Masami Shinohara | Masami Shinohara |   |                  |                  |              |            |  |  |        |        |        |
|  | Masami Shinohara    | Masami Shinohara    | V           |  |  | Masami Shinohara | Masami Shinohara | V                |   |                  |                  |              |            |  |  |        |        |        |
|  |                     |                     |             |  |  | Hisashi Seo      |                  |                  |   |                  |                  |              |            |  |  |        |        |        |
|  |                     |                     |             |  |  |                  |                  |                  |   | Masami Shinohara | Masami Shinohara | V            |            |  |  |        |        |        |
|  | Yoshinori Kano      | Yoshinori Kano      | V           |  |  |                  | Nobuaki Maeda    | Nobuaki Maeda    |   |                  |                  |              |            |  |  |        |        |        |
|  | Kazuo Sometani      | Kazuo Sometani      |             |  |  | Yoshinori Kano   | Yoshinori Kano   |                  |   |                  |                  |              |            |  |  |        |        |        |
|  |                     |                     |             |  |  | Nobuaki Maeda    | Nobuaki Maeda    | V                |   |                  |                  |              |            |  |  |        |        |        |
|  |                     |                     |             |  |  |                  |                  |                  |   |                  |                  |              |            |  |  |        |        |        |

|  | Primo turno      | Primo turno      | Primo turno |  |  | Secondo turno       | Secondo turno   | Secondo turno  |       |                | Semifinale     | Semifinale     | Semifinale |  |  | Finale | Finale | Finale |
|  |                  |                  |             |  |  |                     |                 |                |       |                |                |                |            |  |  |        |        |        |
|  | Toshi Hoshino    |                  |             |  |  |                     |                 |                |       |                |                |                |            |  |  |        |        |        |
|  | Dogen Handa      | Dogen Handa      | V           |  |  | Dogen Handa         | Dogen Handa     |                |       |                |                |                |            |  |  |        |        |        |
|  |                  |                  |             |  |  | Akira Hasegawa      | Akira Hasegawa  | V              |       |                |                |                |            |  |  |        |        |        |
|  |                  |                  |             |  |  |                     |                 |                |       | Akira Hasegawa | Akira Hasegawa | B+2,5          |            |  |  |        |        |        |
|  | Shuzo Ohira      | Shuzo Ohira      | +F          |  |  |                     | Hosai Fujisawa  | Hosai Fujisawa |       |                |                |                |            |  |  |        |        |        |
|  | Ichiro Nabeshima | Ichiro Nabeshima |             |  |  | Shuzo Ohira         | Shuzo Ohira     |                |       |                |                |                |            |  |  |        |        |        |
|  |                  |                  |             |  |  | Hosai Fujisawa      | Hosai Fujisawa  | B+R            |       |                |                |                |            |  |  |        |        |        |
|  |                  |                  |             |  |  |                     |                 |                |       |                | Akira Hasegawa | Akira Hasegawa | W+R        |  |  |        |        |        |
|  | Michiharu Sakai  | Michiharu Sakai  | V           |  |  |                     | Toshiro Yamabe  | Toshiro Yamabe |       |                |                |                |            |  |  |        |        |        |
|  | Minoru Izutani   | Minoru Izutani   |             |  |  | Michiharu Sakai     | Michiharu Sakai |                |       |                |                |                |            |  |  |        |        |        |
|  |                  |                  |             |  |  | Shin Tainaka        | Shin Tainaka    | B+4,5          |       |                |                |                |            |  |  |        |        |        |
|  |                  |                  |             |  |  |                     |                 |                |       | Shin Tainaka   |                |                |            |  |  |        |        |        |
|  | Toshiro Yamabe   | Toshiro Yamabe   | V           |  |  |                     | Toshiro Yamabe  | Toshiro Yamabe | W+2,5 |                |                |                |            |  |  |        |        |        |
|  | Masayoshi Fukuda | Masayoshi Fukuda |             |  |  | Toshiro Yamabe      | Toshiro Yamabe  | V              |       |                |                |                |            |  |  |        |        |        |
|  |                  |                  |             |  |  | Yoshinori Murashima |                 |                |       |                |                |                |            |  |  |        |        |        |
|  |                  |                  |             |  |  |                     |                 |                |       |                |                |                |            |  |  |        |        |        |

### Torneo degli sfidanti
| Giocatore           | M.S.  | T.S.  | S.M.  | E.S.  | T.I.  | R.M.  | E.S.  | A.H.  | Risultato | Note                    |
| ------------------- | ----- | ----- | ----- | ----- | ----- | ----- | ----- | ----- | --------- | ----------------------- |
| Masao Sugiuchi      | –     | X     | X     | X     | B+R   | B+R   | X     | B+R   | 3-4       |                         |
| Toshihiro Shimamura | B+R   | –     | X     | B+R   | W+1,5 | W+2,5 | W+R   | B+R   | 6-1       | Qualificato alla finale |
| Shuyo Miyashita     | B+R   | W+2,5 | –     | W+4,5 | W+1,5 | X     | B+0,5 | W+2,5 | 6-1       |                         |
| Eio Sakata          | B+R   | X     | X     | –     | W+3,5 | B+2,5 | B+R   | W+R   | 5-2       |                         |
| Tatsuaki Iwata      | X     | X     | X     | X     | –     | X     | W+R   | B+6,5 | 2-5       |                         |
| Reiki Magari        | X     | X     | W+2,5 | X     | B+R   | –     | B+R   | X     | 3-4       |                         |
| Etsuo Suzuki        | W+2,5 | X     | X     | X     | X     | X     | –     | X     | 1-6       |                         |
| Akira Hasegawa      | X     | X     | X     | X     | X     | B+1,5 | W+3,5 | –     | 2-5       |                         |

### Finale
La finale è una sfida al meglio delle sette partite. Il detentore Kaku Takagawa ha affrontato lo sfidante scelto attraverso il processo di selezione.